# Köngen
Köngen település Németországban, azon belül Baden-Württembergben. Lakosainak száma 9786 fő (2023. december 31.).

## Népesség
A település népessége az elmúlt években az alábbi módon változott:
| Lakosok száma | 6036 | 7322 | 8279 | 8106 | 8130 | 8928 | 9408 | 9633 | 9554 | 9786 |
|               | 1961 | 1967 | 1974 | 1980 | 1987 | 1993 | 2000 | 2006 | 2013 | 2023 |